# Barusari (Semarang Selatan)
Barusari is een bestuurslaag in het regentschap Semarang van de provincie Midden-Java, Indonesië. Barusari telt 6602 inwoners (volkstelling 2010).